# SF9
SF9 (кор.: 에스에프나인; сокращенно от Sensational Feeling 9) — южнокорейская мужская группа, образованная компанией FNC Entertainment. SF9 дебютировали 5 октября 2016 года, выпустив сингл альбом «Feeling Sensation».

## История

### Предебют и школа NEOZ
Группа была впервые известна по фотографиям, сделанным в Международном аэропорту Инчхон, когда они направлялись в Японию, чтобы выступить в FNC Kingdom 11 декабря 2015 года. Группа состояла из 11 членов в то время, включая Джинкё (теперь также известный как конкурсант Boys24) и нераскрытый стажер FNC Entertainment Алекс Белл. Фотографии 9-ти участников (в качестве первой партии обучаемых в рамках системы стажеров школы Neoz) были выпущены 12 декабря 2015 года.
В мае 2016 года они (NEOZ Dance) приняли участие в шоу выживания «d.o.b» (танец или группа) FNC Entertainment, где они встретились с группой NEOZ Band. Позже они выиграли выживание с их первым треком «K.O..».
21 августа FNC Entertainment объявило, что команда Neoz Dance будет называться SF9. 27 августа они провели свою первую встречу с поклонниками Surprise Festival 9, где они встретились с 99 фанами. Позднее они провели свою вторую встречу с фанатами Surprise Festival 9 Autumn Sports Day, где 25 сентября встретились с 333 фанатами. В тот же день SF9 объявили о том, что дебютируют 5 октября.

### 2016: Дебют с «Feeling Sensation»
5 октября 2016 года вышел дебютный альбом SF9 «Feeling Sensation» с ведущим синглом «Fanfare». Дебютный альбом занял 8-е место, а позже поднялся до 6-го места в Gaon Сharts . Они официально дебютировали 6 октября 2016 года на M!Countdown. «Fanfare MV» занял 6-е место в еженедельных чартах Yin Yue Tai и 7-е место в месячных чартах Yin Yue Tai. Продвижение «Fanfare» было закончено 6 ноября 2016 года на Inkigayo. 15 ноября 2016 года группа начала продвигать свою вторую песню альбома «K.O.». Дебютный альбом «Feeling Sensation» занял 78-е место по продажам альбомов в 2016 году.
20 ноября 2016 года у них состоялась первая официальная встреча фанатов SF9 Surfise Festival 9 Part. 11 ноября все билеты на фанмитинг были распроданы в течение 30 секунд.
24 декабря в 12:00 группа выпустила музыкальное видео в качестве подарка своим поклонникам с названием «So Beautiful». Первоначально, песня была для ОСТ-а веб-драмы «Click Your Heart». «So Beautiful» является цифровым синглом. Он занимает 11-е место на Yin Yue Tai Chart.

### 2017: «Burning Sensation», японский дебют, «Breaking Sensation», «Knights Of The Sun»
12 января 2017 года, SF9 объявили название своего фан-клуба — «Fantasy» во время празднования 100-дневного юбилея в приложении Naver V.
Их первый мини-альбом «Burning Sensation» вышел 6 февраля. Альбом состоит из шести треков, включая заглавную композицию «ROAR». 15 февраля альбом появился на #6 позиции в Billboard World Albums Chart, а так же занял 1-е место на Yin Yue Tai MV Chart.
4 апреля 2017 года было объявлено, что SF9 проведут второй камбэк сразу через два месяца, после завершения промоушена с «ROAR». 5 апреля 2017 года FNC выпустили фото-тизеры, содержащие двоичные коды с логотипом SF9 внизу, а 6 апреля 2017 года FNC анонсировали график их возвращения (18 апреля 2017 г.) со своим 2-м мини-альбомом «Breaking Sensation». 7 апреля 2017 года SF9 провели свой первый дебютный шоукейс в Японии с 1300 поклонниками.
18 апреля SF9 выпустили новый EP с шестью песнями под названием «Breaking Sensation», включающий заглавный трек «Easy Love». В тот же день альбом занял второе место в U.S. K-Pop Album Chart. 6 июня SF9 дебютировали в Японии. 7 июня была выпущена японская версия их дебютного сингла «Fanfare». Он занял первое место в чарте Tower Records для сингл альбомов и четвертое место в чарте Oricon.
Чеюн записал OST «Thank You, My Love» к дораме My Only Love Song.
В августе группа выступила на KCON 2017 в Нью-Йорке и Лос Анджелесе
13 сентября состоялся релиз еще одного OST от Чеюна, в сотрудничестве с Чольмином (HONEYST) к дораме « Lingerie Girls Generation 1979» — Even if we meet again.
25 сентября FNC Entertainment выложили видео-тизер к предстоящему камбэку с 3 мини-альбомом «Knights Of The Sun». Камбэк состоялся 12 октября в 20:00 по корейскому времени. Альбом состоит из шести треков, включая заглавную композицию «O Sole Mio». После выхода альбома SF9 провели сольный американский тур с тремя концертами в Далласе, Сиэтле и Бостоне под названием «2017 SF9 Be My Fantasy in U.S.A».
В декабре группа выпустила свой первый японский студийный альбом Sensational Feeling Nine

### 2018: «MAMMA MIA!» и «Sensuous» и первый корейский концерт
Четвертый мини-альбом «Mamma Mia!» был выпущен 26 февраля. 26 мая состоялся релиз 3-го японского сингла «Mamma Mia!». 29, 30 мая и 1 июня SF9 успешно провели Zepp Tour 2018 по Японии в Осаке, Аити и Токио. FNC объявил о том, что в августе у SF9 пройдет фанмитинг-тур в Южной Америке. 23 августа у SF9 пройдет фанмитинг в Мексике на площадке Auditorio Blackberry of Mexico City, а 25 и 26 августа — в Бразилии на площадке Tropical Butantã of Sao Paolo.
21 июля SF9 провели фанкон в Сеуле. Тогда же было объявлено о предстоящем камбэке с «Sensuous» 31 июля. 31 июля в 18:00 был выпущен 5-й мини-альбом «Sensuous» , с заглавным треком «Now or Never», а в 20:00 по корейскому времени прошла трансляция шоукейса.
SF9 приняли участие в записи OST для дорамы «Familiar Wife». Название трека «Love Me Again». Релиз состоялся 9-го августа.
В августе группа провела ряд фанмитингов в Мексике и Бразилии. 22 сентября прошёл фанмитинг в Тайбэе.
27 октября SF9 успешно провели свой первый концерт «Dreamer» в Сеуле.

### 2019: «Narcissus», «RPM», USAㆍEUROPE [UNLIMITED] тур и UNIXERSE Asia тур
28 января SF9 и SinB (Gfriend) стали моделями для бренда одежды «Evisu».
20 февраля группа вернулась с шестым мини-альбомом Narcissus, на заглавный трек «Enough» так же вышел музыкальный клип.
Спустя месяц, 20 марта 2019 года, SF9 выпустили свой второй полноформатный японский альбом «ILLUMINATE», состоящий из 10 треков. Для продвижения альбома был организован японский тур под названием «SF9 2019 ZEPP TOUR» ILLUMINATE ". Концерты проходили в Токио, Нагое и Намба 2, 4 и 5 апреля соответственно.
После своего тура по Японии SF9 отправились в турне «2019 SF9 USA — Europe Live Tour ‘UNLIMITED,» по Соединенным Штатам (Чикаго, Нью-Йорк, Атланта, Лос-Анджелес) и Европе (Москва, Варшава, Берлин, Амстердам, Париж, Лондон)
Они были выбраны моделями для рекламы корейской курочки «Toreore». 15 мая группа приняла участие в «KCON 2019» в Японии.
17 июня SF9 выпустили седьмой мини-альбом «RPM», состоящий из шести треков. 7 июля они выступили на «KCON 2019» в Нью-Йорке 9 июля SF9 провели первый фанмитинг ~Dear Fantasy~ в Японии.
10 августа с концерта в Сеуле начался азиатский тур «UNIXERSE ASIA TOUR», концерты так же проводились в Маниле, Макао, Тайбэе и Бангкоке.
17 августа SF9 выступили на KCON в Лос-Анджелесе. 31 августа группа посетила K-CONTENT EXPO в Москве
11 сентября состоялся выход японской версии «RPM», в связи с этим группа провела ряд мероприятий в нескольких японских городах. 24 сентября прошло мероприятие по случаю назначения SF9 послами доброй воли «Korea Brand & Content Expo 2019 in Dubai. 17 и 18 октября прошли концерты в Дубае.
В ноябре SF9 дали несколько концертов в рамках японского тура „1st Hall Tour“.

### 2020: „FIRST COLLECTION“,„9loryUS“
7 января SF9 выпустили свой первый полноформатный альбом „FIRST COLLECTION“. Концепт нового альбома закручивается вокруг цифры 9, означающей, в данном случае, завершение и новое начало. Альбом состоит из десяти треков, включая заглавную композицию „Good Guy“. Мемберы группы участвовали в создании песен к альбому. Кроме того, в альбом вошла песня ‘Beautiful Light’, написанная для фанатов и впервые прозвучавшая в туре UNIXERSE ASIA.
Роун стал первой мужской моделью бренда Klavuu
Камбэк с первым полноформатным альбомом хорошо запомнится группе их первой победой на музыкальном шоу. 16 января SF9 заняли первое место на Mnet M!Countdown, затем последовала победа на KBS2 Music Bank и еще одна на Mnet M!Countdown
30 января стало известно, что группа продлила свой контракт в качестве моделей для бренда одежды „EVISU“

## Участники
| Сценическое имя | Сценическое имя | Сценическое имя | Настоящее имя | Настоящее имя | Настоящее имя | Дата рождения | Позиция в группе                 |
| --------------- | --------------- | --------------- | ------------- | ------------- | ------------- | ------------- | -------------------------------- |
| Романизация     | Русский         | Хангыль         | Романизация   | Русский       | Хангыль       | Дата рождения | Позиция в группе                 |
| Inseong         | Инсон           | 인성            | Kim Inseong   | Ким Инсон     | 김인성        | 12.07.1993    | Главный вокалист                 |
| Youngbin        | Ёнбин           | 영빈            | Kim Young Bin | Ким Ёнбин     | 김영빈        | 23.11.1993    | Лидер, ведущий рэпер             |
| Jaeyoon         | Чеюн            | 재윤            | Lee Jaeyoon   | Ли Чеюн       | 이재윤        | 09.08.1994    | Саб-вокалист                     |
| Dawon           | Давон           | 다원            | Lee Sanghyuk  | Ли Санхёк     | 이상혁        | 24.07.1995    | Саб-вокалист                     |
| Zuho/Juho       | Джухо           | 주호            | Baek Juho     | Бэк Джухо     | 백주호        | 04.07.1996    | Главный рэпер                    |
| Rowoon          | Роун            | 로운            | Kim Seokwoo   | Ким Соку      | 김석우        | 07.08.1996    | Ведущий вокалист                 |
| Taeyang         | Тэян            | 태양            | Yoo Taeyang   | Ю Тэян        | 유태양        | 28.02.1997    | Саб-вокалист, главный танцор     |
| Hwiyoung        | Хвиён           | 휘영            | Kim Yeongkyun | Ким Ёнкюн     | 김영균        | 11.05.1999    | Ведущий рэпер                    |
| Chani           | Чани            | 찬희            | Kang Chanhee  | Кан Чанхи     | 강찬희        | 17.01.2000    | Саб-рэпер, главный танцор, макнэ |

## Дискография

### Студийные альбомы
| Название                                                                       | Информация об альбоме                                                                                                   | Высшая позиция в чартах | Высшая позиция в чартах | Высшая позиция в чартах | Продажи                     |
| Название                                                                       | Информация об альбоме                                                                                                   | KOR                     | JPN                     | US World                | Продажи                     |
| Корейские                                                                      | Корейские | Корейские               | Корейские               | Корейские               | Корейские                   |
| ------------------------------------------------------------------------------ | --- | ----------------------- | ----------------------- | ----------------------- | --------------------------- |
| First Collection                                                               | - Релиз: 07 января, 2020 - Лейбл: FNC Entertainment, LOEN Entertainment - Формат: CD, digital download, streaming audio | 2                       | 30                      |                         | - KOR: 116,510 - JPN: 1,516 |
| Японские                                                                       | |                         |                         |                         |                             |
| Sensational Feeling Nine                                                       | - Релиз: 13 декабря, 2017 - Лейбл: Warner Music Japan - Формат: CD, digital download, CD+DVD, streaming audio           | —                       | 7                       | —                       | - JPN: 22,914               |
| Illuminate                                                                     | - Релиз: 20 марта, 2019 - Лейбл: Warner Music Japan - Формат: CD, digital download, CD+DVD, streaming audio             | —                       | 3                       | —                       | - JPN: 26,243               |
| Golden Echo                                                                    | - Релиз: 20 декабря, 2020 - Лейбл: Warner Music Japan - Формат: CD, digital download, CD+DVD, streaming audio           |                         |                         |                         |                             |
| „—“ обозначает, что релиз не вошёл в чарт или не был выпущен в данном регионе. | |                         |                         |                         |                             |

### Мини-альбомы
| Название           | Детали альбома                                                                                              | Позиции в чартах | Позиции в чартах | Позиции в чартах | Позиции в чартах | Продажи                      |
| Название           | Детали альбома                                                                                              | KOR              | TW               | JPN              | US World         | Продажи                      |
| ------------------ | --- | ---------------- | ---------------- | ---------------- | ---------------- | ---------------------------- |
| Burning Sensation  | - Выпущен: 6 февраля 2017 г. - Лейбл: FNC Entertainment, LOEN Entertainment - Формат: CD, digital download  | 3                | 6                | 92               | 6                | - KOR: 34,083+ - JPN: 788+   |
| Breaking Sensation | - Выпущен: 18 апреля 2017 г. - Лейбл: FNC Entertainment, LOEN Entertainment - Формат: CD, Digital download  | 5                | 5                | 106              | 5                | - KOR: 27,803+ - JPN: 853+   |
| Knights of the Sun | - Выпущен: 12 октября 2017 г. - Лейбл: FNC Entertainment, LOEN Entertainment - Формат: CD, Digital download | 4                | 14               | —                | 7                | - KOR: 32,864+ - JPN: 933+   |
| MAMMA MIA!         | - Выпущен: 26 февраля 2018 г. - Лейбл: FNC Entertainment, LOEN Entertainment - Формат: CD, Digital download | 3                | 9                | —                | 10               | - KOR: 44,850+ - JPN: 2,190+ |
| Sensuous           | - Выпущен: 31 июля 2018 г. - Лейбл: FNC Entertainment, LOEN Entertainment - Формат: CD, Digital download    | 3                | —                | 31               | 10               | - KOR: 39,888+ - JPN: 1,723+ |
| Narcissus          | - Выпущен: 20 февраля 2019 г. - Лейбл: FNC Entertainment, LOEN Entertainment - Формат: CD, Digital download | 4                | —                | —                | 11               | - KOR: 50,696+               |
| RPM                | - Выпущен: 16 июня 2019 г. - Лейбл: FNC Entertainment, LOEN Entertainment - Формат: CD, Digital download    | 5                | —                | 45               | 15               | - KOR: 56,418+ - JPN: 1,353+ |
| 9loryUS            | - Выпущен: 6 июля 2020 г. - Лейбл: FNC Entertainment, LOEN Entertainment - Формат: CD, Digital download     | 3                | —                | 13               | —                | - KOR: 107,128 - JPN: 4,238  |

### Сингл альбомы
| Название             | Детали альбома                                                                                             | Позиции в чартах | Позиции в чартах | Продажи        |
| Название             | Детали альбома                                                                                             | KOR              | TW               | Продажи        |
| -------------------- | --- | ---------------- | ---------------- | -------------- |
| Feeling Sensation    | - Выпущен: 5 октября 2016 г. - Лейбл: FNC Entertainment, LOEN Entertainment - Формат: CD, digital download | 6                | 12               | - KOR: 32,322+ |
| Special History Book | - Выпущен: 5 октября 2020 г. - Лейбл: FNC Entertainment, LOEN Entertainment - Формат: CD, digital download | 5                | -                | - KOR: 45,087  |

### Синглы
| Название                                                                       | Год       | Высшая позиция в чартах | Высшая позиция в чартах | Высшая позиция в чартах | Высшая позиция в чартах | Высшая позиция в чартах | Продажи       | Альбом                   |
| Название                                                                       | Год       | KOR                     | KOR Hot.                | JPN                     | JPN Hot.                | US World                | Продажи       | Альбом                   |
| Корейские                                                                      | Корейские | Корейские               | Корейские               | Корейские               | Корейские               | Корейские               | Корейские     | Корейские                |
| ------------------------------------------------------------------------------ | --------- | ----------------------- | ----------------------- | ----------------------- | ----------------------- | ----------------------- | ------------- | ------------------------ |
| „Fanfare“ (팡파레)                                                             | 2016      | —                       | N/A                     | N/A                     | N/A                     | —                       | N/A           | Feeling Sensation        |
| «So Beautiful» (너와 함께라면)                                                 | 2016      | —                       | N/A                     | N/A                     | N/A                     | —                       | N/A           | Non-album single         |
| «Roar» (부르릉)                                                                | 2017      | —                       | N/A                     | N/A                     | N/A                     | —                       | N/A           | Burning Sensation        |
| «Easy Love» (쉅다)                                                             | 2017      | —                       | 93                      | N/A                     | N/A                     | —                       | N/A           | Breaking Sensation       |
| «O Sole Mio» (오솔레미오)                                                      | 2017      | —                       | —                       | N/A                     | N/A                     | 7                       | N/A           | Knights of the Sun       |
| «Mamma Mia»                                                                    | 2018      | —                       | —                       | N/A                     | N/A                     | —                       | N/A           | Mamma Mia!               |
| «Now or Never»                                                                 | 2018      | —                       | —                       | N/A                     | N/A                     | 14                      | N/A           | Sensuous                 |
| «Enough» (예뻐지지 마)                                                         | 2019      | —                       | —                       | N/A                     | N/A                     | —                       | N/A           | Narcissus                |
| «RPM»                                                                          | 2019      | —                       | 91                      | N/A                     | N/A                     | —                       | N/A           | RPM                      |
| «Good Guy»                                                                     | 2020      | 104                     | 76                      | N/A                     | N/A                     | —                       | N/A           | FIRST COLLECTION         |
| "Summer Breeze" (여름 향기가 날 춤추게 해)                                     | 2020      | 133                     | 85                      | N/A                     | N/A                     | —                       | N/A           | 9loryUS                  |
| "Shine Together" (손잡아 줄게)                                                 | 2020      | —                       | —                       | N/A                     | N/A                     | —                       | N/A           | Special History Book     |
| Японские                                                                       |           |                         |                         |                         |                         |                         |               |                          |
| «Fanfare»                                                                      | 2017      | N/A                     | N/A                     | 6                       | 14                      | N/A                     | - JPN: 23,589 | Sensational Feeling Nine |
| «Easy Love»                                                                    | 2017      | N/A                     | N/A                     | 5                       | 12                      | N/A                     | - JPN: 25,023 | Sensational Feeling Nine |
| «Mamma Mia»                                                                    | 2018      | N/A                     | N/A                     | 4                       | 7                       | N/A                     | - JPN: 50,444 | Illuminate               |
| «Now or Never»                                                                 | 2018      | N/A                     | N/A                     | 3                       | 6                       | N/A                     | - JPN: 45,532 | Illuminate               |
| «RPM»                                                                          | 2019      | N/A                     | N/A                     | 4                       | 6                       | N/A                     | - JPN: 48,176 | N/A                      |
| Китайские                                                                      |           |                         |                         |                         |                         |                         |               |                          |
| «Fanfare»                                                                      | 2016      | N/A                     | N/A                     | N/A                     | N/A                     | N/A                     | N/A           | Non-album single         |
| «Still My Lady»                                                                | 2017      | N/A                     | N/A                     | N/A                     | N/A                     | N/A                     | N/A           | Non-album single         |
| «Easy Love»                                                                    | 2017      | N/A                     | N/A                     | N/A                     | N/A                     | N/A                     | N/A           | Non-album single         |
| «O Sole Mio»                                                                   | 2017      | N/A                     | N/A                     | N/A                     | N/A                     | N/A                     | N/A           | Non-album single         |
| «Mamma Mia»                                                                    | 2018      | N/A                     | N/A                     | N/A                     | N/A                     | N/A                     | N/A           | Non-album single         |
| «Now or Never»                                                                 | 2018      | N/A                     | N/A                     | N/A                     | N/A                     | N/A                     | N/A           | Non-album single         |
| «—» обозначает, что релиз не вошёл в чарт или не был выпущен в данном регионе. |           |                         |                         |                         |                         |                         |               |                          |

## Фильмография

### Реалити-шоу
| Год  | Название              | Телеканал | Эпизоды | Примечания                       |  |
| ---- | --------------------- | --------- | ------- | -------------------------------- |  |
| 2016 | Dance or Band (D.O.B) | Mnet      | 8       | Шоу на выживание                 |  |
| 2016 | Spectacle Fantasy 9   | Naver     | 6       | Graduation Trip                  |  |
| 2016 | Special Food 9        | Naver     | 6       |                                  |  |
| 2017 | SF9 Trip with Fantasy | Naver     | 9       |                                  |  |
| 2018 | Secret Code 9         | Naver     | 4       |                                  |  |
| 2018 | Colorful Code 9       | Naver     | 4       | Промоушен к пятому мини-альбому. |  |
| 2019 | League Of SF(셒)GENDS | Naver     | 7       |                                  |  |

## Концерты и туры
- Фанмитинг 'BE MY FANTASY' в Бангкоке (2017)
- 1st Concert «Fanfare» в Японии (2017)
- Zepp Tour «MAMMA MIA!» в Японии (2018)
- Первый сольный концерт в Сеуле SF9 LIVE FANTASY #1 [DREAMER] (2018)
- SF9 USAㆍEUROPE LIVE TOUR [UNLIMITED] (2019)
- 2019 SF9 LIVE FANTASY ＃2 UNIXERSE (2019)

## Награды и номинации

### Музыкальные премии
Asia Artist Awards
| Год  | Номинация                        | Награда            | Результат |
| ---- | -------------------------------- | ------------------ | --------- |
| 2017 | SF9 / «Fanfare»                  | Rookie of the Year | Номинация |
| 2017 | SF9 / «Fanfare»                  | Popularity Award   | Номинация |
| 2018 | SF9 / «Mamma Mia» «Now or Never» | Rising Star Award  | Победа    |

Gaon Chart Music Awards
| Год  | Категория          | Получатель | Результат |
| ---- | ------------------ | ---------- | --------- |
| 2017 | Rookie of the Year | SF9        | Номинация |

Seoul Music Awards
| Год  | Категория            | Получатель | Результат |
| ---- | -------------------- | ---------- | --------- |
| 2017 | New Artist Awards    | SF9        | Номинация |
| 2017 | Popularity Award     | SF9        | Номинация |
| 2017 | Bonsang Award        | SF9        | Номинация |
| 2017 | Hallyu Special Award | SF9        | Номинация |
| 2018 | Popularity Award     | SF9        | Номинация |
| 2018 | Bonsang Award        | SF9        | Номинация |
| 2018 | Hallyu Special Award | SF9        | Номинация |

 Mnet Asian Music Awards
| Год  | Категория                         | Получатель | Результат |
| ---- | --------------------------------- | ---------- | --------- |
| 2016 | Best New Male Artist              | SF9        | Номинация |
| 2016 | HotelsCombined Artist of the Year | SF9        | Номинация |

 Разные награды 
| Год  | Награда                           | Номинация | Категория                       | Результат |
| ---- | --------------------------------- | --------- | ------------------------------- | --------- |
| 2017 | 2018 Korean First Brand Awards    | SF9       | Male Idol of 2018               | Номинация |
| 2017 | Seoul Success Awards              | SF9       | Rookie of the Year              | Победа    |
| 2017 | Fandom School Awards              | SF9       | Best Rookie Award               | Победа    |
| 2018 | Seoul City Government <I•SEOUL•U> | SF9       | Honorary Plaque of Appreciation | Победа    |
| 2018 | 2019 Korean First Brand Awards    | SF9       | Rising Star of 2018             | Номинация |

### Музыкальные программы
| Шоу              | Дата       | Композиция    |
| ---------------- | ---------- | ------------- |
| Mnet M!Countdown | 16.01.2020 | Good Guy      |
| Mnet M!Countdown | 30.01.2020 | Good Guy      |
| KBS Music Bank   | 17.01.2020 | Good Guy      |
| SBS MTV The Show | 14.07.2020 | Summer Breeze |